# Sedací souprava
Sedací souprava je kus nábytku, který se používá k pohodlnému sezení v obývacím pokoji bytu nebo domu – například při sledování televize, setkání s přáteli u občerstvení nebo k odpočinku. 

## Využití
Sedací souprava může sloužit jako doplněk interiéru, k pohodlnému lenošení po práci, k odpočinku nebo i k práci. Některé sedací soupravy lze navíc během chvíle rozložit a využít je též jako příležitostné lůžko, které podle velikosti a tvaru umožní souležbu až několika osob.

## Dělení
- Rohové sedací soupravy – vhodné pro umístění do rohu místnosti, lze je ale umístit i do prostoru
- Kožené sedací soupravy – velmi luxusní a hodí se do moderních interiérů a pro starší páry
- Rozkládací sedací soupravy – používají se především v menších bytech, kde není místo pro manželskou postel, anebo v bytech či domech, kde často přespávají návštěvy
- Moderní sedací soupravy – hodí se do moderních bytů
- Sedací soupravy 3-2-1 – praktické díky své multifunkčnosti
- Klasické sedací soupravy
- Luxusní sedací soupravy
- Stylové sedací soupravy
- Sedací soupravy ve tvaru písmene U – vhodné pro pokoje, v nichž je třeba usadit více hostů najednou
- Omyvatelné sedací soupravy – velmi praktické zvláště v domácnostech, kde žijí děti nebo domácí zvířata
- Chytré sedací soupravy – mají mnoho funkcí a vyznačují se vysokou variabilitou

## Druhy sedacích souprav
- Mezi nejoblíbenější sedací soupravy se řadí válecí sedačky, u nichž je část na sezení poměrně hluboká. Hloubku sedačky je možné upravovat pomocí čalouněných polštářů.
- Často se lze setkat také se sedacími soupravami, které jsou sedačkou a skříní v jednom. Disponují úložným prostorem pro knihy, časopisy i řadu jiných věcí. Jejich výhodou je zpravidla snadná možnost rozložení.
- Starší lidé si do bytů stále pořizují sedací soupravy, jež by bylo možné označit jako klasické. Liší se podle stupňů tuhosti a kladou důraz na zdravé sezení a pohodlné vstávání.

## Sedací soupravy, které mohou suplovat lůžko
Především ve chvíli, kdy byt není zrovna prostorný, najdou své využití také sedací soupravy, na nichž se je v případě nutnosti možné i vyspat. Zde lze rozlišit hned několik typů rozkladu:
- Ke zdravému odpočinku je ideální sedací souprava, která je vybavena rozkladem s matrací přímo uvnitř rozkládací sedací soupravy. Nezpochybnitelnou výhodou je, že se po rozložení lože ocitá v ideální výšce, takže se z něho jednoduše vstává.
- Pro páry je ideální rozkládací gauč, kde jsou dvě matrace na sobě. Během pár okamžiků je možné vytvořit z takové sedací soupravy prostornou postel („letiště“), přičemž lůžkoviny mohou být přes den uschovány v lůžkovém prostoru.
- U vysouvacích zásuvek s rozkladem jsou matrace uloženy ve výsuvném šuplíku. Toto je typické pro luxusní sedačky, u nichž je primární funkcí posezení, ale počítá se i s poměrně častým rozkladem.
- Systém Click Clack je založen na tom, že položení pohovky na záda na úroveň části pro sezení je následováno sklopením sedáku. Tento typ sedacích souprav není vhodný ke každodennímu rozkládání.
- V 19. a 20. století byl preferován především belgický typ rozkladu. Ten tkví v tom, že lůžkové provedení je tvořeno kovovým lehátkem, jež překrývá tenčí matrace. Tato kostra byla složena pod sedákem. Také tento typ sedacích souprav nebyl určen ke každodennímu nocování kvůli možnosti přetížení.
- V nabídkách obchodů s nábytkem je možné najít i sedací pohovky se sklopnými zády. Ty se předělají do lůžkového stavu pomocí posunutí sedací části a sklopením opěráku. Spací plocha tu však netvoří ideální rovinu. Další nevýhodou je fakt, že sedací soupravu je vždy při přípravě lůžka nutné odstrčit ode zdi, aby bylo možno sklopit opěrák.

## Zajímavosti
Alternativou k čalouněným sedacím soupravám jsou sedací soupravy z palet. Jsou vhodné zvláště do studentských pokojů nebo na kolej, kam není finančně výhodné kupovat klasickou sedací soupravu. Jsou také hodně variabilní, jelikož si uživatel může při jejich pořizování sám zvolit výšku, délku či šířku sedací soupravy.

## Rozměry
- Klasické rozměry sedací soupravy jsou 260–270 cm na šířku.
- 216 cm je standardní šířka srovnatelná se sedačkou pro tři osoby.

## Péče a údržba
O koženou sedací soupravu je třeba se pravidelně starat, aby kůže nepopraskala a dlouho vydržela. Je třeba ji pravidelně ošetřovat speciálními přípravky určenými na kožený nábytek. Pro lokální skvrny je vhodné použít intenzivní čistič.
Látkové sedací soupravy jsou méně náročné a nevyžadují pracnou údržbu. Výhodou látkových sedacích souprav je snímatelný potah, který lze vyprat v pračce, bez nutnosti chemického čištění. 